# 铜仁站
铜仁站，位于中华人民共和国贵州省铜仁市碧江区，是渝怀铁路、吉玉铁路上的火车站，由广州局集团怀化车务段管辖。
车站建于2000年，随渝怀铁路开通。当时车站设有3条股道、1座基本站台和1座中间站台:44。吉玉铁路计划接入铜仁站，并利用站房位置修建站场。为此车站于2016年9月开始改扩建，重建站房，于2017年8月重新投入使用。2018年12月26日，开通吉玉铁路铜玉段。2020年11月12日，渝怀铁路本站上下行区间实现复线化。

## 车站结构
铜仁站站房于2018年投入使用，面积面积11961平方米。站房地下局部一层，地上三层，其中候车室占有两层：一层是普通铁路候车厅，二层为高铁候车厅。
铜仁站分为1个基本站台和2个中间站台，分为铜玉场和渝怀场。其中铜玉场设有2条正线和2条到发线，渝怀场设有5条股道（含正线）:44。